# MiG-2000
ミコヤン MiG-2000は1990年代に調査されたミコヤン・グレヴィッチ設計局による液体ラムジェット単段式スペースプレーン。計画された離陸重量は300トンで9トンのペイロードを高度200㎞の低軌道へ投入する能力を有する。ロックウェル X-30と類似のツポレフ Tu-2000に競争審査で負けた。